# Geuensee
Geuensee é uma comuna da Suíça, no Cantão Lucerna, com cerca de 2.122 habitantes. Estende-se por uma área de 6,47 km², de densidade populacional de 328 hab/km². Confina com as seguintes comunas: Büron, Gunzwil, Knutwil, Rickenbach, Schenkon, Schlierbach, Sursee.
A língua oficial nesta comuna é o Alemão.